# Monument Petitjean
Le monument Petitjean est un monument situé à Champlitte, dans le département de la Haute-Saône, en France.

## Localisation
Le monument est situé au cimetière de Neuvelle-lès-Champlitte, sur la commune de Champlitte.

## Historique
Monument funéraire pour Alexandre Petitjean édifié en 1872 par les architectes parisiens A. de Metz et Lalanne.
L'édifice est inscrit au titre des monuments historiques par arrêté du 30 juillet 1997.